# NGC 2639
NGC 2639 is een spiraalvormig sterrenstelsel in het sterrenbeeld Grote Beer. Het hemelobject werd op 9 maart 1788 ontdekt door de Duits-Britse astronoom William Herschel.

## Synoniemen
- UGC 4544
- MCG 8-16-24
- ZWG 237.14
- IRAS 08400+5023
- PGC 24506